# Heinz Strehl
Heinz Strehl (20. juli 1938 – 11. august 1986) var en tysk fodboldspiller (angriber).
Han tilbragte hele sin klubkarriere, mellem 1958 og 1970, hos FC Nürnberg. Han blev i 1968 tysk mester med klubben.
Strehl spillede desuden fire kampe for det vesttyske landshold, hvori han scorede fire mål. I hans debutkamp mod Jugoslavien scorede han et hattrick. Han deltog for sit land ved VM i 1962 i Chile, men var dog ikke på banen i turneringen.

## Titler
DFB-Pokal
- 1968 med FC Nürnberg